# 近衛内前
近衛 内前（このえ うちさき、旧字体：近󠄁衞 內前󠄁）は、江戸時代中期の公卿。官位は従一位・摂政、関白、准三宮、太政大臣。近衛家24代当主。

## 経歴
太政大臣・近衛家久の長男。享保19年（1734年）に元服。桃園天皇、後桃園天皇の関白、後桜町天皇、後桃園天皇の摂政を務めた。また、安永8年（1779年）に後桃園天皇が崩御した際、後桜町上皇と共に伏見宮家から継嗣を迎えようとしたという。

## 家族・親族
- 父：近衛家久
- 母：家女房（真涼院）
- 正室：徳川勝子 - 徳川宗春の娘
- 側室：吉田良倶養女
  - 次女：近衛維子（1759-1783） - 後桃園天皇の女御で、欣子内親王の母。
  - 男子：近衛経熈（1761-1799）
- 生母不明の子女
  - 長女：近衛因子（1754-1782） - 閑院宮美仁親王妃
- 養子
  - 女子：観心院 - 惇姫、実父は広幡長忠、仙台藩主伊達重村正室
- 猶子
  - 男子：広幡前豊
  - 男子：広幡前秀 - 前豊の子

## 系譜

### 近衛家
近衛家は、藤原忠通の子である近衛基実を始祖とし、五摂家の一つであった。

### 皇室との関係
後陽成天皇の男系六世子孫である。後陽成天皇の第四皇子で近衛家を継いだ近衛信尋の男系後裔。

詳細は皇別摂家#系図も参照のこと。